# Hyeolui nu
Pour plus de détails, voir Fiche technique et Distribution.
Hyeolui nu (혈의 누) est un film sud-coréen réalisé par Kim Dae-seung, sorti en 2005.

## Synopsis
En 1808, l'île de Donghwa est dotée d'une usine de papier à la pointe de la technologie. La présence de l'usine a permis aux habitants de l'île de s'enrichir. Mais cette île isolée et en grande partie autonome commence à être la proie d'une série de meurtres horribles.

## Fiche technique
- Titre : Hyeolui nu
- Titre original : 혈의 누
- Titre anglais : Blood Rain
- Réalisation : Kim Dae-seung
- Scénario : Kim Seong-je et Lee Won-jae
- Musique : Lee Ji-soo et Jo Yeong-wook
- Photographie : Choi Young-hwan
- Montage : Kim Jae-beom et Kim Sang-beom
- Production : Kim Seong-je
- Société de production : CJ Entertainment, Cinema Service et Fun and Happiness
- Pays :  Corée du Sud
- Genre : Thriller, policier et historique
- Durée : 119 minutes
- Dates de sortie : 
  -  Corée du Sud : 4 mai 2005

## Distribution
- Cha Seung-won : l'inspecteur Lee Won-kyu
- Park Yong-woo : Kim In-kwon
- Ji Sung : Du-ho
- Yun Se-ah : Kang So-yeon
- Choi Jong-won : l'émissaire royal Choi
- Chun Ho-jin : le commissaire Kang
- Oh Hyun-kyung : Kim Chi-sung
- Park Chul-min : Jo Tal-ryeong
- Yoo Hae-jin : Dok-ki
- Jeong Gyu-su : l'officier Jang
- Lim Jong-yoon : le commandant Hong
- Choi Ji-na : Man-shin, le shaman

## Distinctions
Le film a été nommé pour deux Blue Dragon Film Awards